# Claudia (película)
Claudia es una película de Argentina filmada en colores dirigida por Sebastián De Caro sobre su propio guion escrito con la colaboración de Diego Acorssi y Matías Orta que se estrenó el 12 de septiembre de 2019 y tuvo como actores principales a Dolores Fonzi,  Laura Paredes,  Julieta Cayetina y  Julián Kartun.

## Sinopsis
Claudia es una organizadora de eventos tan obsesiva por su trabajo que hasta discute con la empresa funeraria los detalles estéticos del sepelio de su padre. Cuando debe encargarse inesperadamente de una importante boda advierte que el lugar elegido tiene problemas edilicios y sobre la hora cambia la localización de la ceremonia. La boda se irá complicando con una serie de acontecimientos imprevistos: extraños familiares, una novia arrepentida, desmayos, sorpresas y magia que la convierten en toda una aventura.

## Reparto
Participaron del filme los siguientes intérpretes:
- Dolores Fonzi como Claudia
- Laura Paredes como Pere
- Julieta Cayetina	como Rita
- Julián Kartun como Julián
- Paula Baldini como Jimena
- Gastón Cocchiarale como Maxi
- Jorge Prado como Horacio Sánchez
- Félix Buenaventura como Melón DJ
- Valeria Correa como Elisabeth
- Lali Espósito como La cantante
- Santiago Gobernori como Tony Maravilla
- Pablo Guisa Koestinger como Invitado boda 6 (Cameo)
- Santiago Pedrero como David
- Stephanie Petresky como Flor

## Comentarios
Juan Pablo Cinelli en Página 12 escribió:

”De Caro parece haberse propuesto el desafío de poner en evidencia el modo en que ciertos ritos ancestrales han sido vaciados de su contenido simbólico, para acabar convertidos en pantomimas, caricaturas de lo que alguna vez representaron. En ese juego entre la deconstrucción y la resignificación está lo mejor de la película…también puede ser vista de manera borgeana, como una trama de dos niveles en la que a partir de un hecho traumático la realidad comienza a esfumarse, cediéndole espacio a lo ilusorio o lo delirante… Aunque en su caso los excesos acaben torciéndole el brazo al riesgo, haciendo que en su mitad final el relato tienda al desequilibrio.“

Leonardo D’Espósito en Noticias opinó:

”De Caro, amante de todo el cine posible, teje desde la aventura hasta el terror todos los colores posibles. No siempre funciona, pero cuando no, está Dolores Fonzi sacando de la galera un personaje extraordinario. Un film original, lo que en nuestro panorama es extraordinario.”